# Холопросенцефалија
Холопросенцефалија је конгенитална малформација (урођена мана) мозга, при којој се просенцефалон (предњи мозак ембриона) не развија на две хемисфере. Лице и просенцефалон се нормално развијају током 5. и 6. недеље трудноће. Холопросенцефалија се састоји од великог броја структурних абнормалности и деформитета. У најтежим случајевима, не долази до рођења, јер фетус умире током трудноће, или долази до спонтаног рођења. Дијагноза током трудноће је могућа ултразвучним прегледом, а потврђује се феталном магнетном резонанцом. Треба напоменути да све дефекте није могуће видети ултразвучним прегледом током трудноће.
Лечење холопросенцефалије је искључиво симптоматско и подразумева лечење епилептиформних напада. Прогноза ове мане је изузетно лоша. Највећи број трудноћа са овом малформацијом завршава се повраћајем, или смрћу плода, а уколико се дете роди са овом маном постоји ментална ретардација, поремећај у расту и развоју и функционисању бројних органа и органских система. Животни век ове деце је значајно скраћен.
Процењује се да се холопросенцефалија јавља у отприлике 1 од сваких 250 зачећа и већина случајева није компатибилна са животом и доводи до смрти фетуса у материци. Међутим, процењује се да се холопросенцефалија још увек јавља код отприлике 1 на сваких 8.000 живорођених.
Озбиљност холопросенцефалије је веома варијабилна. У мање тешким случајевима, бебе се рађају са нормалним или скоро нормалним развојем мозга и деформитетима лица који могу утицати на очи, нос и горњу усну.